# 埃塞達斯普林斯 (加利福尼亞州)
埃塞達斯普林斯（英語：Etheda Springs）是位於美國加利福尼亞州弗雷斯諾縣的一個非建制地區。該地的面積和人口皆未知。

## 地理
埃塞達斯普林斯的座標為36°41′39″N 119°00′26″W / 36.69417°N 119.00722°W，而該地的平均海拔高度為1287米（即4222英尺）。